# XY模型
XY模型（XY model, XYモデル）とは、統計力学に登場する単純化されたモデル（模型）の一つである。イジング模型やハイゼンベルク模型と同様に、nベクトル模型の特殊な場合であり、スピン変数を2成分のベクトル {\displaystyle \mathbf {s} _{i}=(s_{i}^{x},s_{i}^{y})} としたものである。スピンは（古典スピンであるならば）2次元の単位ベクトルであり、O(2)（あるいはU(1)）対称性に従う。この2次元古典スピンは格子の各点に配置されている。数学的には、先述の規定があるXY模型のハミルトニアンは次のように与えられる。
{\displaystyle H=-J{\sum }_{\langle i,j\rangle }\mathbf {s} _{i}\cdot \mathbf {s} _{j}=-J{\sum }_{\langle i,j\rangle }\cos(\theta _{i}-\theta _{j})}
ここで {\displaystyle i} 番目のスピンの位相 {\displaystyle \theta _{i}} は、たとえば水平軸からの傾きとして反時計回りの方向を正とし測る。総和は全ての隣接スピン対に対してとる。二項演算子の点 {\displaystyle \cdot } は標準的なドット積を意味する。
2次元より大きい空間次元のもとではXY模型には長距離秩序が安定に存在できるが、2次元以下では有限温度のXY模型には長距離秩序が存在しない（マーミン・ワグナーの定理）。その境界である2次元がXY模型の下部臨界次元であり、2次元XY模型は低温で相関関数が距離のべき乗で減衰する準長距離秩序相への転移を示す。
XY模型を連続的な状況に拡張したものは、たとえば超流動ヘリウムやヘキサティック液晶（hexatic liquid crystal）のような、同種の対称性をもった秩序変数を有する系をモデル化するのに用いられる。XY模型における位相欠陥は、低温の相から高温の無秩序相（不規則相）への渦解離転移（vortex-unbinding transition）を引き起こす。